# Наименьший разрез

Граф и два его разреза. Красная пунктирная линия представляет разрез из трёх рёбер. Зелёная пунктирная линия представляет один из наименьших разрезов этого графа во втором смысле, состоящий только из двух рёбер. Оба разреза минимальны в первом смысле.

Наименьший разрез графа — это минимальный в некотором смысле разрез (разбиение вершин графа на два непересекающихся связанных множества).

## Вариации
Вариации наименьшего разреза:
- Разрез с минимальным числом рёбер среди всех разрезов данного разбиения графа на две связные компоненты. Такие разрезы порождают векторное пространство разрезов графа.
- Разрез с минимальным числом рёбер среди всех разрезов в неориентированном графе. Такой разрез определяет рёберную связность графа. Алгоритм Каргера даёт эффективный рандомизированный метод поиска такого разреза.
- Задача о наименьшем разрезе в неориентированных взвешенных графах может быть решена алгоритмом Штёр — Вагнера.
- Обобщение невзвешенного и неориентированного наименьшего разреза, наименьший k-разрез, целью которого является разбиение графа на по меньшей мере k связных компонент путём удаления как можно меньшего числа рёбер.
- Разбиение графа, семейство комбинаторных задач оптимизации, в которых граф разбивается на две или больше частей с дополнительным условием балансировки размеров разреза.
- Разрез потока, который отделяет источник от стока и минимизирует суммарный вес дуг,  направленных из части, содержащей источник, в часть, содержащий сток. Как показывает теорема Форда — Фалкерсона, вес такого разреза равен максимальному потоку, который может быть пропущен из источника в сток через данную сеть. Альтернативно данная вариация проблемы может быть решена посредством алгоритма Каргера.
- Разрез взвешенной неориентированной сети, который разделяет выделенную пару вершин и имеет минимальный вес. Система разрезов, которая решает задачу для любой пары вершин, может быть собрана в структуру, известную как дерево Гомори — Ху[англ.] графа.

## Число наименьших разрезов
Граф с n вершинами может иметь не более {\displaystyle n(n-1)/2} различных наименьших разрезов.